# Antonio D'Olivo
Antonio D'Olivo (Udine, 1º aprile 1959) è un giornalista italiano, inviato speciale e critico cinematografico italiano del Giornale Radio Rai e di Radio 1.

## Biografia
Ha iniziato a lavorare nella metà degli anni '80, dopo aver studiato architettura, con il settimanale Panorama per poi passare a Epoca. È stato giornalista parlamentare e notista politico. Ha lavorato per il quotidiano Brescia Oggi e per il gruppo Class Editori. 
Nel 1990 è stato assunto in RAI come inviato speciale e critico cinematografico del Giornale Radio Rai. Dal 1999 al 2007 è stato uno dei conduttori della storica trasmissione  Il Baco del Millennio, contenitore culturale di Radio 1 ideato da Piero Dorfles. Da anni firma servizi, corrispondenze, rubriche, speciali, interviste con i grandi personaggi del mondo dello spettacolo per il GR1, GR2, GR3 e Radio Uno, seguendo i maggiori avvenimenti e i Festival internazionali di Cinema quali Cannes, Venezia, Berlino, Roma  e i premi Oscar, come critico e inviato cinematografico. Dal 2001 al 2020  tutti i sabato sul GR2 delle 07.30 ha  tenuto una rubrica di cinema in cui consigliava un film da vedere e uno che si può evitare. La rubrica è stata molto apprezzata dal critico radiotelevisivo Aldo Grasso che l'ha definita "vero servizio pubblico" sulle pagine del Corriere della Sera. Attualmente è uno dei conduttori del settimanale di cultura e spettacolo "Prima Fila" in onda tutti i sabato su Radio 1 dalle 12.30 alle 13.00.
È autore del libro Il Castoro di Carlo Verdone con il quale ha vinto il premio Diego Fabbri per il "miglior libro di cinema dell'anno". È autore di diversi cataloghi di architettura, di un volume (con il critico Enrico Crispolti) su Renato Guttuso, di un saggio "Su come si scrive una recensione cinematografica". Ha collaborato al volume (Electa Editore) Marcello D'Olivo Architettura e progetti 1947-1991, ha scritto un racconto per il volumetto Lignano ti racconto e ha collaborato a diversi cataloghi di architettura. Nel 2002 ha partecipato al Torino Film Festival con il cortometraggio Dopo che ha scritto diretto e interpretato, tratto da uno dei 49 racconti di Ernest Hemingway. Nel 2005 ha vinto un Nastro d'Argento speciale per il cortometraggio "Sei corto a sinistra" che ha scritto, diretto e interpretato. Nell'Ottobre del 2024 ha ricevuto da Sindacato Nazionale Giornalisti Cinematografici Italiani il premio Lello Bersani con la seguente motivazione: "Per il costante amore per il cinema che racconta nei Giornali Radio Rai e su Radio 1. 
| Controllo di autorità | VIAF (EN) 47985225 · ISNI (EN) 0000 0000 5160 5633 · LCCN (EN) no2008029280 · GND (DE) 13569468X |